# Flightcase

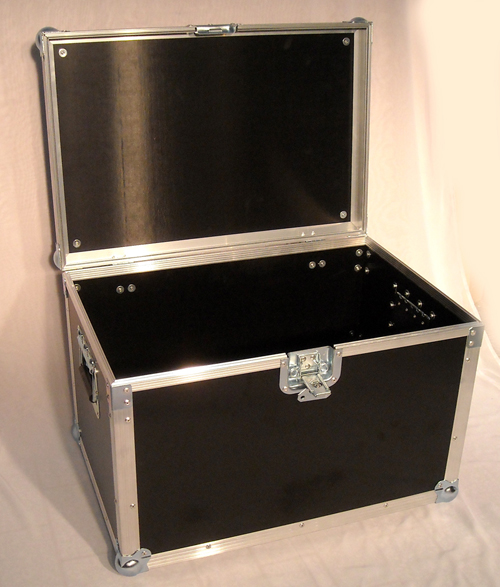
Flightcase

Flightcase – termin określający technologię budowy skrzyń transportowych służących pierwotnie do bezpiecznego transportu sprzętu muzycznego, nagłośnieniowego czy oświetleniowego, a obecnie do transportu dowolnych wrażliwych na uszkodzenia przedmiotów. Technologia ta opiera się na systemie profili aluminiowych mocowanych do wszystkich krawędzi ścian skrzyni, które stanową zwartą i sztywną konstrukcję nośną. Ściany stanowi wodoodporna sklejka fenolowa o grubości najczęściej 6,5, 9 lub 12 mm. Całość skrzyni wzmacnia się stalowymi narożnikami. Do wykończenia stosuje się również rączki kasetowe, walizkowe, szyny rack, zamki czy zawiasy.
Zaletą technologii flightcase jest duża wytrzymałość skrzyni i mały ciężar własny; to ostatnie jest szczególnie ważne w transporcie lotniczym, na potrzeby którego skrzynie te pierwotnie skonstruowano i od którego pochodzi ich nazwa (z ang. "skrzynia lotnicza").